# فدرال رزرو
فدرال رزرو (به انگلیسی: Federal Reserve)، یا  به معنی «ذخیرهٔ فدرال»، بانک مرکزی ایالات متحده آمریکا است که در سال ۱۹۱۳ با هدف نظارت بر عملیات بانکی در این کشور تأسیس شد. این بانک با تصویب لایحه فدرال رزرو در سال ۱۹۱۳ در پاسخ به رشته بحران‌های مالی‌ای تشکیل شد که نیاز به کنترل مرکزی سیستم پولی را نشان داد.
این نهاد توسط شورای حکام فدرال رزرو اداره می‌شود که اعضایش توسط رپیس جمهور منصوب می‌گردد. دوازده شعبه بانکی فدرال رزرو در شهرهایی واقع در سراسر کشور پراکنده‌اند و به تنظیم قوانین و نظارت بر بانکهای خصوصی تجاری مشغولند.
فدرال رزرو مسئول تدوین سیاست‌های پولی، پیگیری رسیدن به اشتغال کامل، تثبیت قیمت‌ها و رشد اقتصادی در آمریکا است.

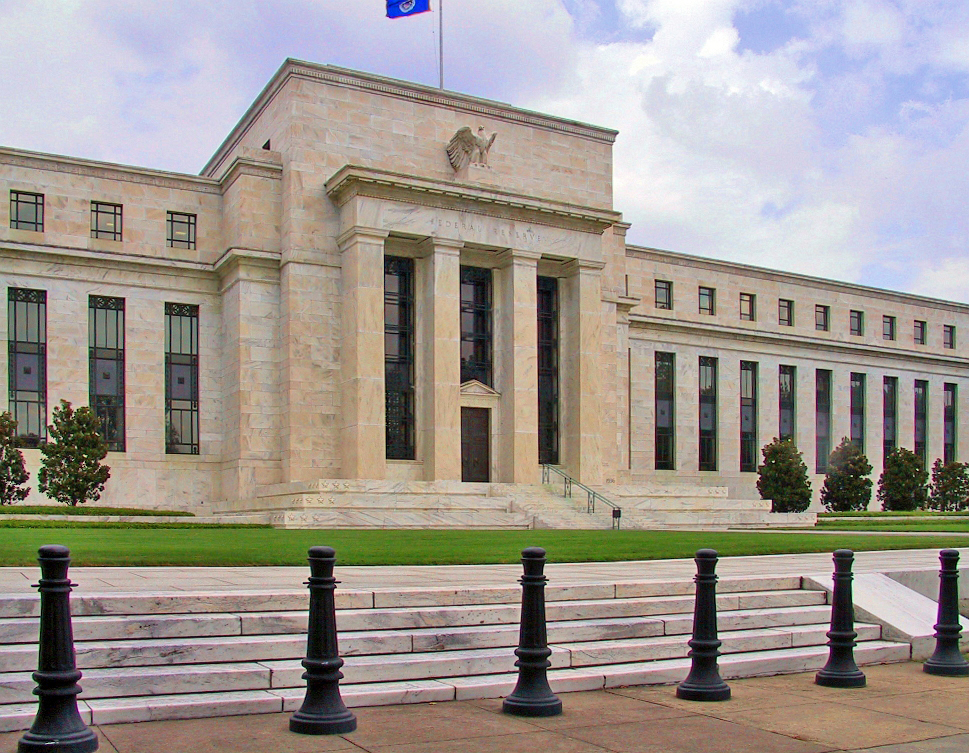
ساختمان اصلی فدرال رزرو در واشینگتن دی‌سی.

## مناطق بانکی ایالات متحدهٔ آمریکا
بر اساس قانون مصوب کنگره ایالات متحده آمریکا ، «ذخیره فدرال» تأسیس شد. بر اساس این قانون سرتاسر ایالات متحده آمریکا به ۱۲ منطقهٔ بانکی تقسیم می‌شود. کلیه فعالیت‌های بانکی این مناطق توسط شورای حکام فدرال رزرو کنترل و هماهنگ می‌شود.

## ساختار فدرال رزرو
بانک فدرال هم یک نهاد خصوصی و هم دولتی است. هیئت مدیره شامل یک سازمان دولتی است، در حالی که خود بانک‌ها مانند شرکت‌های خصوصی ساختار یافته‌اند – بانک‌های عضو سهام دارند و سود سهام دریافت می‌کنند.
از اوت ۲۰۱۹، رئیس فدرال رزرو جروم پاول است که از پنجم فوریه ۲۰۱۸ در این دفتر فعالیت دارد. او شانزدهمین شخصی است که این سمت را به عهده داشته است و برای دوره 4 ساله خدمت خواهد کرد. قبل از انتصاب به سمت ریاست، آقای پاول از ۲۵ ماه مه ۲۰۱۲ به عنوان عضو هیئت مدیره مشغول به کار بود. وی همچنین در حال حاضر به عنوان رئیس کمیته فدرال عملیات بازار باز فعالیت می‌کند و ناظر بر سیاست های پولی است.
ساختار سیستم رزروی فدرال هم خصوصی و هم عمومی است. به طوری که اگرچه نوعی ساختار دولتی محسوب می‌شود اما نیازی به بودجه عمومی ندارد و می‌تواند  مستقل از دولت نیز به کار خود ادامه دهد. سیستم رزروی فدرال از چندین لایه تشکیل شده است. بالاترین مقام این نهاد، هیئت حکام یا هیئت مدیره است که توسط رئیس جمهور منصوب می‌شوند. همچنین فدرال رزرو ۱۲ بانک منطقه‌ای دارد که در شهرهای سراسر کشور وظیفه نظارت بر بانک‌های تجاری خصوصی را بر عهده دارند. بانک‌های تجاری دارای مجوز ملی ملزم به نگهداری سهام بانک فدرال رزرو منطقه خود هستند و می‌توانند برخی از اعضای هیئت مدیره بانک مرکزی منطقه خود را انتخاب کنند.
به طور کلی فدرال رزرو از چهار جز‌ء اصلی تشکیل شده است. اول هیئت مدیره فدرال رزرو، دوم کمیته بازار باز فدرال، سوم دوازده بانک فدرال رزرو منطقه‌ای و چهارم بانک‌های عضو فدرال در سراسر کشور که هرکدام در درجات مختلفی از قدرت قرار دارند.

## ریاست بانک مرکزی آمریکا
کمیته بازار باز فدرال رزرو سیاست‌های پولی را تعیین می‌کند. این کمیته متشکل از ۱۲ عضو است که ۷ تن از آن‌ها برای مدت ۱۴ سال توسط رئیس‌جمهور ایالات متحده آمریکا منصوب می‌شوند. به این ترتیب که هر دو سال و در ژانویه یکی از این اعضاء که دوره‌اش به پایان رسیده‌است جای خود را به کسی می‌دهد که به پیشنهاد رئیس‌جمهور و تأیید سنا انتخاب می‌شود.
۵ عضو دیگر شامل رئیس فدرال رزرو نیویورک (که عملیات بازار باز در آنجا انجام می‌گیرد) و چهار رئیس فدرال رزروهای منطقه‌ای دیگر هستند که به صورت دوره‌ای از میان ۱۱ فدرال رزرو منطقه‌ای باقی‌مانده انتخاب می‌شوند. رئیس‌جمهور از میان این ۷ نفر یک نفر را به عنوان رئیس فدرال رزرو و یک نفر را به عنوان نایب رئیس برای یک دوره چهار ساله انتخاب می‌کند. هیئت مدیره فدرال رزرو، رئیس و نایب رئیس هر یک از مناطق ۱۲-گانه را انتخاب می‌کنند.
هم‌اکنون ریاست فدرال رزرو را جروم اچ. پاول بر عهده دارد. جروم اچ. پاول ۶۴ ساله، جمهوری‌خواه و دانش‌آموخته رشته علوم سیاسی دانشگاه پرینستون است. وی مدرک حقوق خود را نیز در سال ۱۹۷۹ میلادی از دانشکده حقوق جورج‌تاون دریافت کرد. پاول سال‌ها در شرکت‌های سرمایه‌گذاری بانکی مانند «دیلون» و «کارتیل» در رده‌های مدیریتی فعالیت کرده‌است.

## بانک‌های فدرال رزرو
شماره‌ها و ارقام آمده در جلوی هر بانک بر روی هر یک از اسکناس‌های صادرشده از هر کدام از این بانک‌ها قید می‌شود.
| بانک فدرال رزرو | حرف | شماره | وبگاه                                                            |
| --------------- | --- | ----- | ---------------------------------------------------------------- |
| بوستون          | A   | 1     | /https://www.bostonfed.org                                       |
| نیویورک         | B   | 2     | http://www.newyorkfed.org/                                       |
| فیلادلفیا       | C   | 3     | http://www.philadelphiafed.org/                                  |
| کلیولند         | D   | 4     | http://www.clevelandfed.org/                                     |
| ریچموند         | E   | 5     | http://www.richmondfed.org/                                      |
| آتلانتا         | F   | 6     | http://www.frbatlanta.org/                                       |
| شیکاگو          | G   | 7     | http://www.chicagofed.org/                                       |
| سنت لوئیس       | H   | 8     | http://www.stlouisfed.org/                                       |
| مینیاپولیس      | I   | 9     | http://www.minneapolisfed.org/                                   |
| کانزاس‌سیتی      | J   | 10    | http://www.kansascityfed.org/                                    |
| دالاس           | K   | 11    | http://www.dallasfed.org/                                        |
| سان‌فرانسیسکو    | L   | 12    | https://web.archive.org/web/20100409104030/http://www.frbsf.org/ |